# Mimudea poliostolalis
Mimudea poliostolalis là một loài bướm đêm trong họ Crambidae.